# 普罗科匹厄斯
普罗科匹厄斯（约500年出生，约565年逝世）是一位著名的东罗马帝国学者，他出生于一个相当有名声的家族。他一般被看作为最后一位重要的羅馬古代史学家。又譯作普罗柯比、普洛科比斯、樸洛柯庇斯。

## 生平
關於普罗科匹厄斯生平事蹟的主要来源是《苏达辞书》，一本10世纪的东罗马帝国百科全书，但是該書并没有透露普罗科匹厄斯早期的生活。传统认为他出生于凯撒利亚（今属以色列）。但是我们今天知道他接受过希腊古典教育、懂得拉丁语、可能在贝鲁特或者君士坦丁堡学过法学并成为一名訟務律師。527年，东罗马皇帝查士丁尼一世登基，普罗科匹厄斯成为查士丁尼最重要的军事将领贝利撒留的法学顾问。
直到531年贝利撒留在卡利尼古姆战役战败被召回君士坦丁堡为止普罗科匹厄斯一直与贝利撒留一起在东方战线上。532年一月普罗科匹厄斯见证了普罗科匹厄斯和蒙德斯将军一起通过赛馬竞技场大屠杀镇壓住的尼卡暴动。533年他随贝利撒留一起参加了赴北非征服汪达爾王国的远征并见证了占领迦太基。贝利撒留返回君士坦丁堡后普罗科匹厄斯与贝利撒留的继任所罗门一起留在非洲。贝利撒留远征意大利的東哥德人王国时普罗科匹厄斯有伴随他并见证了东哥德人对罗马市为期一年又九日的围攻。这次围攻一直到538年三月中才结束。540年普罗科匹厄斯见证了贝利撒留进入哥德人的首都拉文納。《战争史》的第八章和《秘史》似乎说明普罗科匹厄斯与贝利撒留之间的关系此后冷淡了。544年贝利撒留重返意大利与托提拉手下的哥德人作战时普罗科匹厄斯似乎没有再随从他。
關於普罗科匹厄斯離世的年份目前無從確定，许多历史学家（包括埃夫丽尔·卡梅伦）认为他于554年逝世，但是562年君士坦丁堡的市长也正好叫普罗科匹厄斯(可能是本人亦有可能只是剛好同名)。那年贝利撒留被控告謀反，並受到该市长的审判。

## 著作
普罗科匹厄斯的著作是东罗马皇帝查士丁尼一世统治的一手资料。普罗科匹厄斯写了一部八卷长的关于查士丁尼的战争的史书，一片关于查士丁尼在帝国各处建造的公共建筑的颂歌以及一本被称为《秘史》的书，他说他无法将其中的丑闻写到他的正式史书中去。

### 战争史
虽然《战争史》没有《秘史》那么著名，但是它是普罗科匹厄斯最重要的著作。该书的前七卷是同时出版的，其中大部分内容是在545年编辑的，但是在出版前在世纪中还进行过加工，因为其中最晚提到的事件是551年发生的。后来普罗科匹厄斯又为他的书补了一个第八卷，这卷里包括552年和553年的事件，在这段时间里有太监纳尔塞斯率领的罗马军队终于摧毁了东哥德王国。此外也作为最早提及古代斯拉夫人宗教的书籍之一。

### 秘史
著名的《秘史》是数世纪后才在梵蒂冈图书馆中被发现的并于1623年被发表。但是通过《苏达辞书》人们早就知道它的存在了。《苏达辞书》称之为《轶事》。《秘史》记录的时间范围与《战争》的前七卷基本相同，似乎是在《战争》发表后写的。目前一般认为该书是550年至558年之间写成的，有些意见甚至认为其成书时间晚至562年。
《秘史》的作者似乎对查士丁尼、其皇后狄奥多拉、普罗科匹厄斯的老长官贝利撒留以及其夫人均非常失望，但是也可能这个感觉是由于普罗科匹厄斯所使用的古典诗体导致的。这些轶事称显示了公共事物所导致的幕后秘密以及皇帝夫妇及其随从的私生活。查士丁尼被抹黑为残酷、腐败、放荡和无能，而对狄奥多拉的描写则非常详细，她被生动地描写为粗鲁和贪婪无厌地淫荡，加上凶悍和理性的邪恶。

### 建筑
普罗科匹厄斯的《建筑》是对查士丁尼在帝国主义的建筑活动的一个赞歌。许多史学家认为其第一卷是在557年圣索非亚大教堂的第一个拱顶倒塌前成书的，但是也有一些学者认为它是在550年代末萨卡里亚河上的桥建成后才成书的。《建筑》中没有提到贝利撒留，但是它对查士丁尼的态度却与《秘史》截然不同。这本书里的查士丁尼是一位理想化了的基督皇帝。他建造教堂来显示上帝的容伟，防御敌人来保护他的臣民，而且他尤其注重水的来源。这本书成书时狄奥多拉已经逝世，普罗科匹厄斯在书中仅短暂地提到其无比的优美。《建筑》可能是应查士丁尼的命令写的，因此其中的评价可能没有反映出普罗科匹厄斯的真实观点。

## 时代
普罗科匹厄斯属于古代晚期世俗史学家，这些史学家继承第二詭辯學派的传统，他们使用的语言是希腊语中的阿提喀方言，他们的榜样是希羅多德，尤其是修昔底德，他们的主题是世俗历史。他们试图避免阿提喀方言中没有的词汇，假如他们不得不使用当代的词汇时，他们会加入一个解释。比如他在提到“教堂”这个词的时候解释说这是一个相当于庙宇或者祠堂的建筑。而在提到僧侣这个词的时候他解释说僧侣是最虔诚的基督徒。在古代雅典没有僧侣这个词，而“教堂”则是指雅典公民聚集通过法律的地方。
世俗史学家避免基督教教会的历史，这个领域由該撒利亞的優西比烏所创立的教会历史占领。但是埃夫丽尔·卡梅伦很有说服力地显示了普罗科匹厄斯的作品反映了6世纪东罗马经典学说与基督教之间的冲突。在《秘史》中普罗科匹厄斯说他打算自己也写一部教会历史。假如他的确写了这样一部史书的话那么他可能追随了当时教会史的风格。但是就今天所知这部教会史未能成书。
1938年诗人和小说家羅伯特·格雷夫斯基于普罗科匹厄斯的著作写了一部历史小说。